# Bosc-le-Hard
Bosc-le-Hard – miejscowość i gmina we Francji, w regionie Normandia, w departamencie Sekwana Nadmorska.
Według danych na rok 1990 gminę zamieszkiwało 1271 osób, a gęstość zaludnienia wynosiła 123 osoby/km² (wśród 1421 gmin Górnej Normandii Bosc-le-Hard plasuje się na 169. miejscu pod względem liczby ludności, natomiast pod względem powierzchni na miejscu 329.).